# Maggiora
Maggiora je italská obec v provincii Novara v oblasti Piemont. Žije zde přibližně 1 600 obyvatel.

## Poloha
Obec leží na severozápadě provincie Novara u jejích hranic s provincií Vercelli.

### Sousední obce
| Růžice kompasu | Valduggia (VC) | Gargallo |             | Růžice kompasu |
| Růžice kompasu |                | Sever    | Borgomanero | Růžice kompasu |
| Růžice kompasu | Maggiora       |          | Borgomanero | Růžice kompasu |
| Růžice kompasu | Jih            |          | Borgomanero | Růžice kompasu |
| Růžice kompasu | Boca           | Cureggio |             | Růžice kompasu |

## Vývoj počtu obyvatel
Zdroj: 